# Johannesvorstadt
Johannesvorstadt, Erfurt-Johannesvorstadt – dzielnica miasta Erfurt w Niemczech, w kraju związkowym Turyngia.